# Bivacco Borghi

Il Bivacco Borghi è un bivacco fisso, situato in Valnontey, nella Val di Cogne, in Valle d'Aosta.
Si trova su uno sperone roccioso a circa 2600 metri d'altitudine nella destra idrografica della Valnontey e dista poche centinaia di metri dal ghiacciaio del Grand Croux.
È dedicato a Stefano Borghi, giovane alpinista monzese caduto in montagna, ed è proprietà del CAI di Monza.